# تن بور
تن بور Ten Boer  بلدية هولندية تقع في الشمال الشرقي للبلاد بمقاطعة خرونينجن.

## طوبوغرافيا
خريطة طوبوغرافية هولندية لبلدية تن بور، يونيو 2015، (تقرأ بعد ثلاث نقرات على الخريطة)

## أعلام
- ريمكو فان دير سخاف